# Jarina Corona
La Jarina Corona è una struttura geologica della superficie di Venere.